# Jmeniny v Maďarsku
Jmeniny (maďarsky névnap) jsou v Maďarsku velmi populární, často více než narozeniny. Lidé o jmeninách obvykle dostávají květiny od známých. Cena květin často stoupá (kvůli poptávce) v období, kdy slaví jmeniny populární jména.
Kalendář jmenin v Maďarsku:
| Leden 1. Fruzsina 2. Ábel, Alpár 3. Genovéva, Benjámin, Dzsenifer 4. Titusz, Leona 5. Simon 6. Boldizsár 7. Attila, Ramóna 8. Gyöngyvér 9. Marcell 10. Melánia 11. Ágota 12. Ernő 13. Veronika 14. Bódog 15. Lóránt, Loránd 16. Gusztáv 17. Antal, Antónia 18. Piroska 19. Sára, Márió 20. Fábián, Sebestyén 21. Ágnes 22. Vince, Artúr 23. Zelma, Rajmund, Emerencia 24. Timót 25. Pál 26. Vanda, Paula 27. Angelika 28. Károly, Karola 29. Adél 30. Martina, Gerda 31. Marcella | Únor 1. Ignác 2. Karolina, Aida 3. Balázs 4. Ráhel, Csenge 5. Ágota, Ingrid 6. Dorottya, Dóra 7. Tódor, Rómeó 8. Aranka 9. Abigél, Alex 10. Elvira 11. Bertold, Marietta 12. Lídia, Lívia 13. Ella, Linda 14. Bálint, Valentin 15. Kolos, Georgina 16. Julianna, Lilla 17. Donát 18. Bernadett 19. Zsuzsanna 20. Aladár, Álmos 21. Eleonóra, Zelmira 22. Gerzson 23. Alfréd 24. Mátyás 25. *Géza 26. *Edina 27. *Ákos, Bátor 28. *Elemér *Jmeniny po přestupném dnu (24.) jsou v přestupných rocích posunuty dopředu. | Březen 1. Albin 2. Lujza 3. Kornélia 4. Kázmér 5. Adorján, Adrián 6. Leonóra, Inez 7. Tamás 8. Zoltán 9. Franciska, Fanni 10. Ildikó 11. Szilárd 12. Gergely 13. Krisztián, Ajtony 14. Matild 15. Kristóf 16. Henrietta 17. Gertrúd, Patrik 18. Sándor, Ede 19. József, Bánk 20. Klaudia 21. Benedek 22. Beáta, Izolda, Lea 23. Emőke 24. Gábor, Karina 25. Irén, Írisz 26. Emánuel 27. Hajnalka 28. Gedeon, Johanna 29. Auguszta 30. Zalán 31. Árpád | Duben 1. Hugó 2. Áron 3. Buda, Richárd 4. Izidor 5. Vince 6. Vilmos, Bíborka 7. Herman 8. Dénes 9. Erhard 10. Zsolt 11. Leó, Szaniszló 12. Gyula 13. Ida 14. Tibor 15. Anasztázia, Tas 16. Csongor 17. Rudolf 18. Andrea, Ilma 19. Emma 20. Tivadar 21. Konrád, Zelmira 22. Csilla, Noémi 23. Béla 24. György 25. Márk 26. Ervin 27. Zita 28. Valéria 29. Péter 30. Katalin, Kitti | Květen 1. Fülöp, Jakab, Zsaklin 2. Zsigmond 3. Tímea, Irma 4. Mónika, Flórián 5. Györgyi 6. Ivett, Frida 7. Gizella 8. Mihály 9. Gergely, Katinka 10. Ármin, Pálma 11. Ferenc 12. Pongrác 13. Szervác, Imola 14. Bonifác 15. Zsófia, Szonja 16. Mózes, Botond 17. Paszkál 18. Erik, Alexandra 19. Ivó, Milán 20. Bernát, Felícia 21. Konstantin 22. Júlia, Rita 23. Dezső 24. Eszter, Eliza, Vanessza 25. Orbán 26. Fülöp, Evelin 27. Hella 28. Emil, Csanád 29. Magdolna 30. Janka, Zsanett 31. Angéla, Petronella | Červen 1. Tünde 2. Kármen, Anita 3. Klotild, Cecília 4. Bulcsú 5. Fatime, Fatima 6. Norbert, Cintia 7. Róbert, Robertina 8. Medárd 9. Félix 10. Margit, Gréta 11. Barnabás 12. Villő 13. Antal, Anett 14. Vazul 15. Jolán, Vid 16. Jusztin 17. Laura, Alida, Alina 18. Arnold, Levente 19. Gyárfás 20. Rafael 21. Alajos, Leila 22. Paulina 23. Zoltán 24. Iván 25. Vilmos 26. János, Pál 27. László 28. Levente, Irén 29. Péter, Pál 30. Pál |

| Červenec 1. Tihamér, Annamária 2. Ottó 3. Kornél, Soma 4. Ulrik 5. Emese, Sarolta 6. Csaba 7. Apollónia 8. Ellák 9. Lukrécia 10. Amália 11. Nóra, Lili 12. Izabella, Dalma 13. Jenő 14. Örs, Stella 15. Henrik, Roland 16. Valter 17. Endre, Elek 18. Frigyes 19. Emília 20. Illés 21. Dániel, Daniella 22. Magdolna 23. Lenke 24. Kinga, Kincső 25. Kristóf, Jakab 26. Anna, Anikó 27. Olga, Liliána 28. Szabolcs, Alina 29. Márta, Márti, Flóra 30. Judit, Xénia 31. Oszkár | Srpen 1. Boglárka 2. Lehel 3. Hermina 4. Domonkos, Dominika 5. Krisztina 6. Berta, Bettina 7. Ibolya 8. László 9. Emőd 10. Lőrinc 11. Zsuzsanna, Tiborc 12. Klára 13. Ipoly 14. Marcell 15. Mária 16. Ábrahám 17. Jácint 18. Ilona 19. Huba 20. István 21. Sámuel, Hajna 22. Menyhért, Mirjam 23. Bence 24. Bertalan 25. Lajos, Patrícia 26. Izsó 27. Gáspár 28. Ágoston 29. Beatrix, Erna 30. Rózsa 31. Erika, Bella | Září 1. Egyed, Egon 2. Rebeka, Dorina 3. Hilda 4. Rozália 5. Viktor, Lőrinc 6. Zakariás 7. Regina 8. Mária, Adrienn 9. Ádám 10. Nikolett, Hunor 11. Teodóra 12. Mária 13. Kornél 14. Szeréna, Roxána 15. Enikő, Melitta 16. Edit 17. Zsófia 18. Diána 19. Vilhelmina 20. Friderika 21. Máté, Mirella 22. Móric 23. Tekla, Líviusz 24. Gellért, Mercédesz 25. Eufrozina, Kende 26. Jusztina 27. Adalbert 28. Vencel 29. Mihály 30. Jeromos | Říjen 1. Malvin 2. Petra 3. Helga 4. Ferenc 5. Aurél 6. Brúnó, Renáta 7. Amália, Bekény 8. Koppány 9. Dénes 10. Gedeon 11. Brigitta 12. Miksa 13. Kálmán, Ede 14. Helén 15. Teréz 16. Gál 17. Hedvig 18. Lukács 19. Nándor 20. Vendel, Irén 21. Orsolya 22. Előd 23. Gyöngyvér 24. Salamon 25. Blanka, Bianka 26. Dömötör 27. Szabina 28. Simon, Szimonetta 29. Nárcisz 30. Alfonz 31. Farkas | Listopad 1. Marianna 2. Achilles 3. Győző 4. Károly 5. Imre 6. Lénárd 7. Rezső 8. Zsombor 9. Tivadar 10. Réka 11. Márton 12. Jónás, Renátó 13. Szilvia 14. Aliz 15. Albert, Lipót 16. Ödön 17. Hortenzia, Gergő 18. Jenő 19. Erzsébet 20. Jolán 21. Olivér 22. Cecília 23. Kelemen, Klementina 24. Emma 25. Katalin 26. Virág 27. Virgil 28. Stefánia 29. Taksony 30. András, Andor | Prosinec 1. lza 2. Melinda, Vivien 3. Ferenc 4. Borbála, Barbara 5. Vilma 6. Miklós 7. Ambrus 8. Mária 9. Natália 10. Judit 11. Árpád, Árpádina 12. Gabriella 13. Luca, Otília 14. Szilárda 15. Valér 16. Etelka, Aletta 17. Lázár, Olimpia 18. Auguszta 19. Viola 20. Teofil 21. Tamás 22. Zénó 23. Viktória 24. Ádám, Éva 25. Eugénia 26. István 27. János 28. Kamilla 29. Tamás, Tamara 30. Dávid 31. Szilveszter |